# Luca Paiva Mello
Luca Paiva Mello (Rio de Janeiro), é um roteirista, produtor e showrunner brasileiro. Duas vezes indicado ao Emmy Internacional, Luca é responsável por sucessos como "O Negócio" (HBO), "Mothern" (GNT), "Julie e os Fantasmas" (Nickelodeon/Band), "Brilhante F.C." (Nickelodeon/TV Brasil/TV Cultura), "Descolados" (MTV Brasil/Band), "Copa do Caos" (MTV/TV Cultura), "A Vida de Rafinha Bastos" (Fox), entre outros. Atualmente, Luca é sócio e Head of Development da Scriptonita Films, produtora baseada em São Paulo.
Luca começou a carreira em 1984, como roteirista da TV Manchete. Trabalhou em empresas como FilmPlanet, Radar TV, Cinema 8, CMT International e Mixer.
Como showrunner, Luca já desenvolveu e produziu mais de 200 episódios de drama, comédia, sitcom, série infanto-juvenil, comédia dramática, alcançando tanto reconhecimento artístico, quanto comercial.
Criada por Luca, a série O Negócio é exibida pela HBO em toda a América Latina, EUA, Europa e Ásia. A série é a produção latino-americana de maior sucesso na história da HBO, e chegou à 4ª temporada.
Já Mothern teve três temporadas no GNT, foi indicada ao International Emmy® como melhor série dramática”, e foi exibida em 114 países pela Globo Internacional.
Vencedora do Prêmio APCA/2012 de melhor série infant-juvenil, Julie e os Fantasmas foi sucesso na TV aberta (Band), na TV paga (Nickelodeon) e no VOD (Netflix). Exportada para 30 países e dublada em espanhol e italiano, a série foi também indicada ao International Emmy® Kids Awards, em 2012.
Para a MTV, Luca criou o drama juvenil Descolados, também exibida pela Band. A série foi indicada para o FIPA - Festival Internacional de Biarritz, na categoria "Melhor Série de Ficção", junto com Nurse Jackie e Occupation, da BBC British Broadcasting Corporation. Descolados foi licenciada também para a Netflix.
Para o FX Channel, Luca criou e dirigiu comédia dramática "A Vida De Rafinha Bastos", especial de 1 hora em coprodução com a Fox.
Luca foi o único integrante latino-americano da curadoria do Input - International Public Television, em Johannesburgo. O INPUT organiza conferências internacionais com a exibição das melhores produções de televisão no mundo, privilegiando formatos inovadores e promovendo anualmente um debate internacional entre diretores, produtores e programadores, interessados em trabalhar na defesa de uma televisão de qualidade a serviço do público.
Foi também sócio e diretor de desenvolvimento da Mixer, produtora paulistana. Além do trabalho premiado em dramaturgia, Luca criou para a Turner o formato TNT+Filmes, mistura de quiz show e revista sobre cinema, para o canal TNT. O formato emplacou localmente e se transformou em projeto internacional, sendo produzido simultaneamente para a Argentina, México, Venezuela e Brasil.
Luca é parte do juri do International Emmy® Awards e é membro da International Academy of Television Arts & Sciences. É consultor da área de dramaturgia do NETLABTV. E conselheiro permanente da Academia de Histórias Curtas, da RBS/TV Globo, além de consultor do GLOBO LAB  e do Laboratório de Desenvolvimento do PRODAV 04/2013.
Em 2006. Luca fundou a SCRIPTONITA FILMS, desenvolvedora de projetos e gestora de propriedades intelectuais. Atualmente, desenvolve uma série infantil de 52 episódios com estreia prevista para 2019; um drama sobrenatural em 10 episódios (estreia também em 2019); além de dois longas-metragens de ficção e dois documentários para o cinema.

## Prêmios e nomeações
- Recebeu uma indicação ao Emmy Awards de Melhor Série de Drama, por "Mothern" (2006).
- Recebeu uma indicação ao Emmy Kids Awards de Melhor Série Infanto-Juvenil, por "Julie e Os Fantasmas" (2012)
- Recebeu o Prêmio APCA de Melhor Série Infanto-Juvenil, por "Julie e Os Fantasmas" (2012)
- Recebeu o Prêmio NET NOW - categoria: Séries, por "O Negócio" (2014)
- Recebeu o Premio ATVC - Asociación Argentina de Televisión por Cable - categoria: Séries, por "O Negócio" (2015)
- Recebeu o Prêmio Rumos Itaú: categoria Documentário, por "Garota Zona Sul" (2003)
- Recebeu o Prêmio da Secretaria de Estado da Cultura: categoria Documentário, por "Adélia Prado - Uma Mulher Desdobrável" (1993)